# 山西省图书馆
山西省图书馆是山西省规模最大的公共图书馆，始建于清宣统元年（1909年），也是国内为数不多的百年老馆之一。是政府举办的、面向社会和公众开放的大型综合性公共图书馆，是全省公共文化服务体系的重要组成部分，是全国古籍重点保护单位和国家级古籍修复中心，是国家文化创意产品开发试点单位。

## 历史

### 中华人民共和国成立前
山西省图书馆始建于1909年10月9日，当时名为山西教育图书博物馆，馆址位于太原市文庙（今山西省民俗博物馆）。
1933年10月更名山西省立民众教育馆。抗日战争期间日军占领太原后在民众教育馆原址成立了太原博物馆，又于1940年更名为山西新民教育馆。
1945年抗日战争胜利后恢复山西省立民众教育馆的名称。
1948年国共内战陷入停顿。
1949年4月24日解放军占领太原后更名山西省图书博物馆。1953年更名山西省博物馆。

### 中华人民共和国成立后

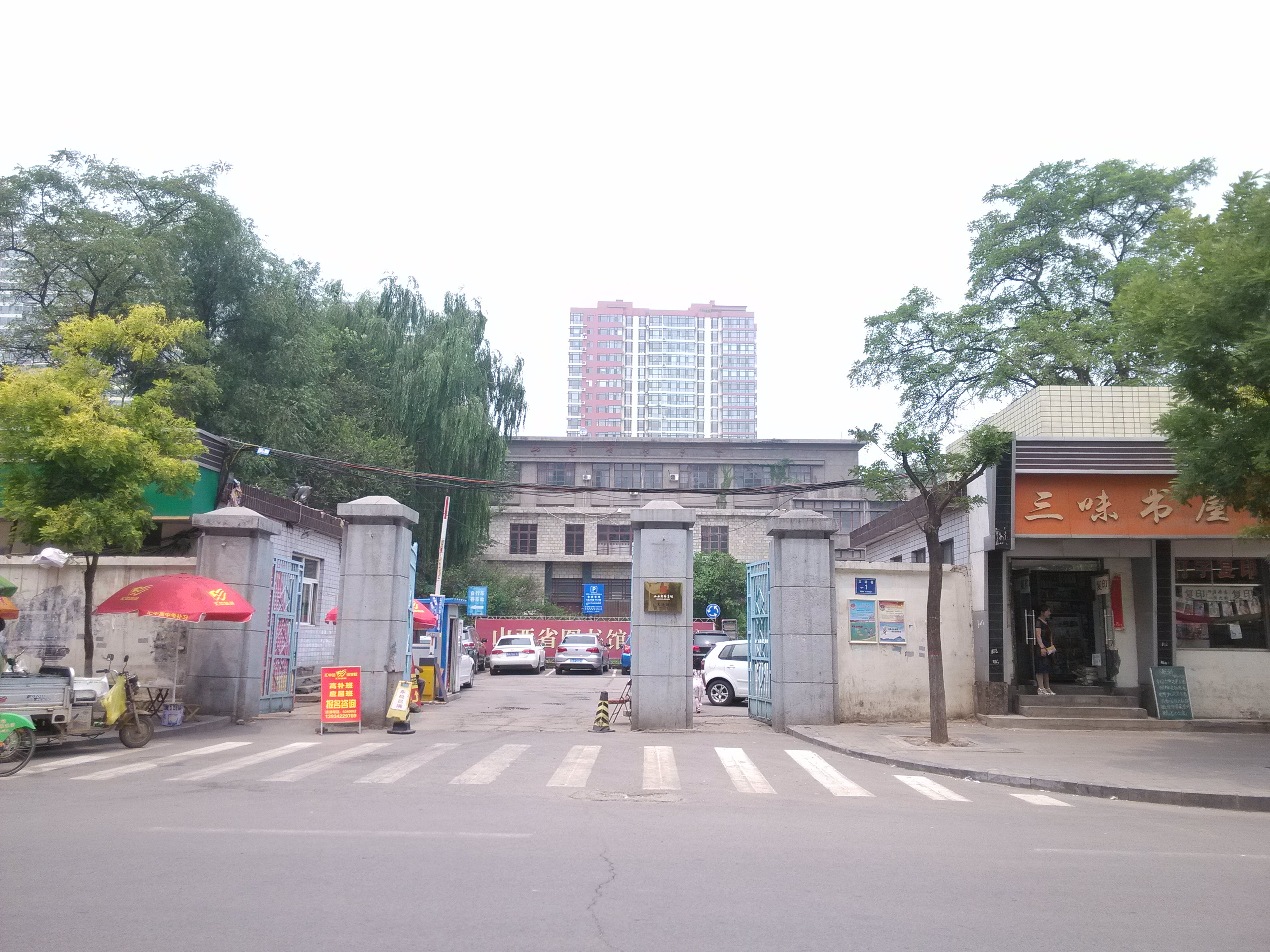
山西省图书馆文源馆正门

1957年山西省委和山西省人民委员会决定筹建新的山西省图书馆，将图书馆与博物馆分离。
1960年8月28日，位于文源巷的山西省图书馆新馆正式对外开放。
1966年“文化大革命”开始，图书馆遭受重大损失。
1978年底被禁锢的图书基本被开放。
1985年缩微第一次试拍。2007年山西省古籍保护中心成立，山西省古籍保护工作启动。
2013年7月1日位于长风商务区的新馆正式对外开放，原文源馆成为古籍馆。

## 规模
山西省图书馆目前由文源馆和长风馆组成。文源馆位于解放南路文源巷，总建筑面积1.8万平方米，主体建筑中心四层、两翼三层，曾被列为全国图书馆建筑典范之一。包括山西省少年儿童图书馆和山西省古籍保护中心。长风馆为山西省图书馆的主馆区，位于太原市长风商务区，是“十一五”时期全省大型公共文化设施建设项目之一，占地面积60亩，建筑面积5万平方米，设计藏书量700万册，有各类阅览室27个，可容纳3000人同时阅览，还有视听室、报告厅、多功能厅、展厅以及可供读者选择的专题阅览区、数字多媒体体验区、休闲阅读区等。

## 馆藏
山西省图书馆馆藏总量374余万册（件），其中普通文献2,945,866册，古籍近350,000册（件），地方文献255,000余册，视听文献27,252张，缩微制品4,950盒，音视频资源2.14TB，本地存储数字资源106.76TB。